# 箱根湯本站
箱根湯本站（日语：／ Hakone-yumoto eki */?）是一個位於神奈川縣足柄下郡箱根町湯本，屬於小田急箱根鐵道線（箱根登山電車）的鐵路車站。車站編號是OH 51。

## 概要
箱根湯本站是箱根町的中心車站，亦是前往箱根温泉一帶觀光地的玄關站。標高原為108米，2013年經再次勘定高度後更改為96米。
現時小田急電鐵的「浪漫特快」列車可直通至此。過往行走小田原線的急行或區間急行列車亦會直通運轉駛至本站，但自2006年3月18日起均被取消，只保留來往小田原站的區間車，但班次上則稍作加密，用車上亦全改由小田急之車輌行駛（外觀上採用和小田急箱根相同的顏色，但卻採用小田急的公司標誌），固定為4節車廂編成，小田急箱根的列車只集中行駛本站至強羅站的登山路段。車站管理權則仍由小田急箱根擁有，但車站配置上，則加設了能對應小田急系統的PASMO車票感應器，亦能發售小田急電鐵內各車站的車票。

## 車站結構
現時使用中的為第二代車站，2009年竣工，將車站大堂由原來地面移至二樓，剛處於月台之上，為橋上車站，以配合不斷增加的遊客數量，原來的站舍設於往塔之澤站方向，大約位處現時正面口一帶。
是少數設有站長的車站，除了站長室、票務處、自動售票機外，更設有售賣當地土產的商店和茶座。另外，閘內、外也設有扶手電梯及升降機，方便乘客進出車站和月台。

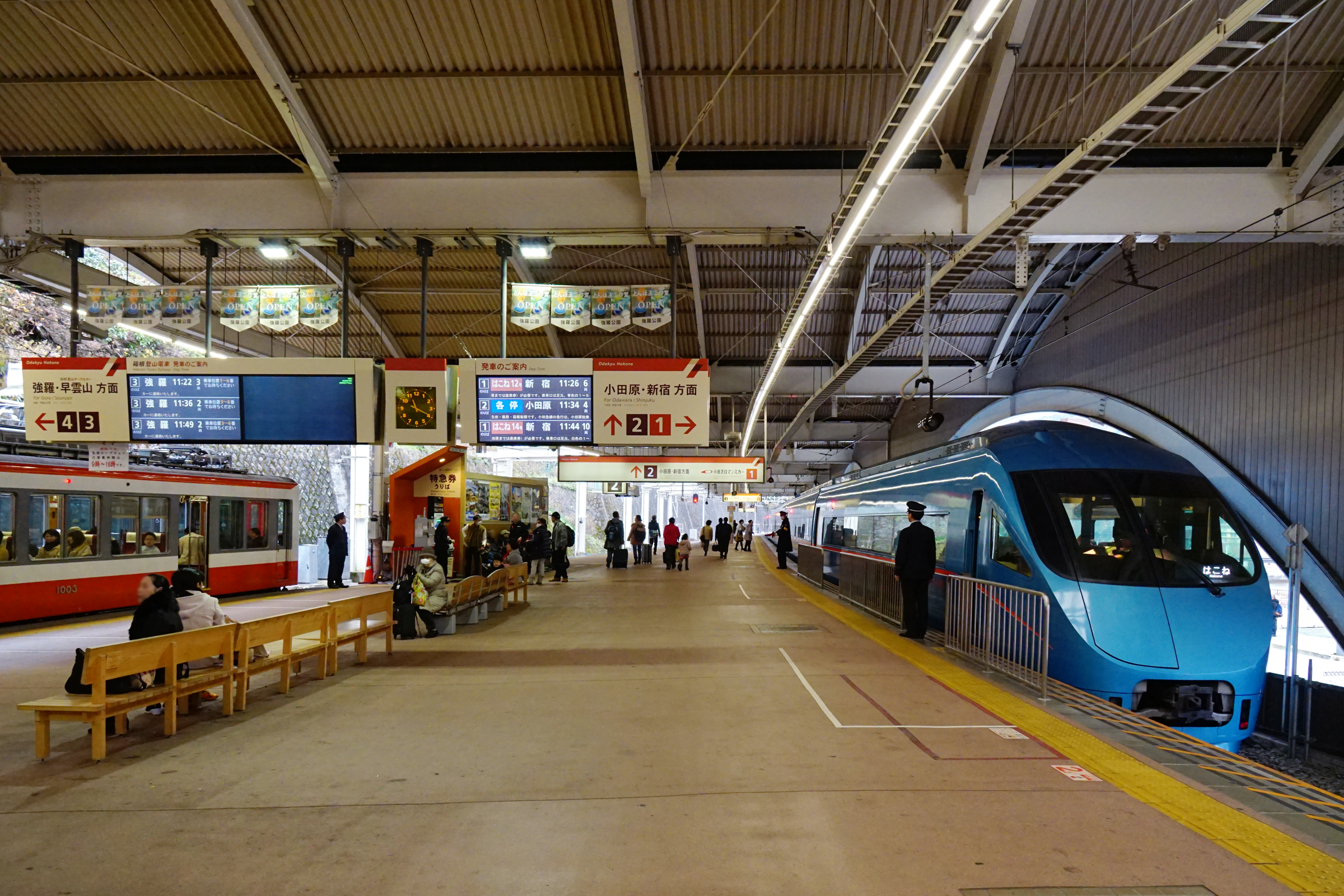
月台

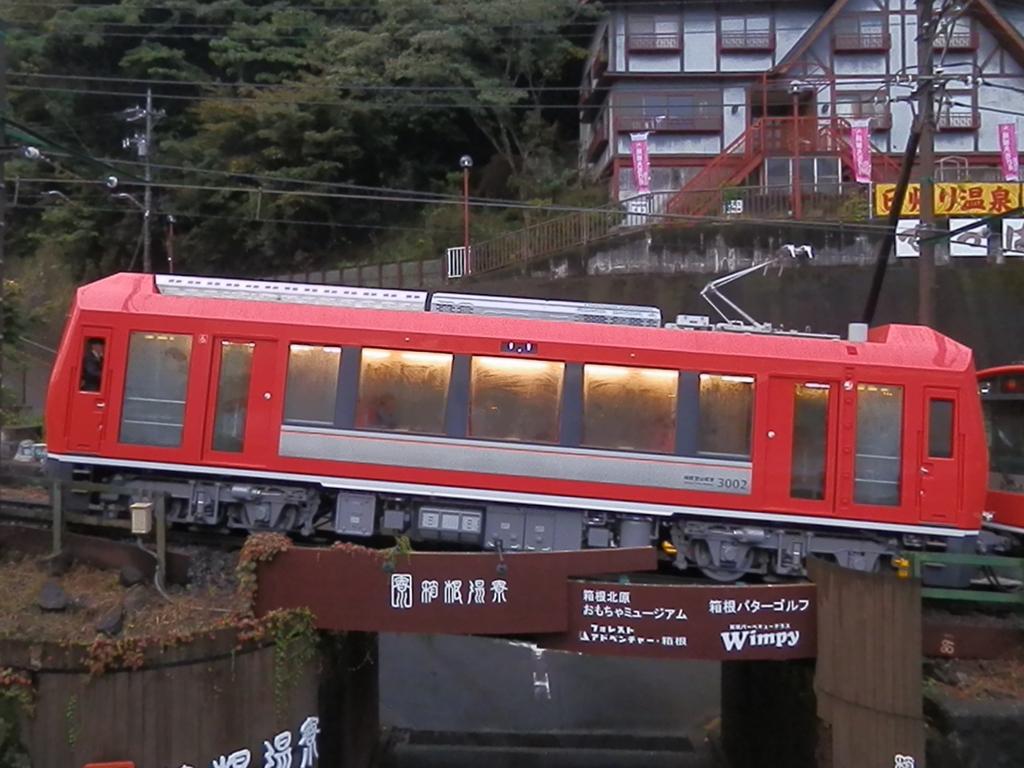
可爬越80‰上坡度的新型標準軌3000系電聯車，攝於車站西側。

現時設有島式月台及側式月台各1座，共提供2面3線的配置。1號月台為窄軌頭端式月台，可對應10輛編成的「浪漫特快」列車；2號及3號月台是位處同一月台面，只是路軌中間有水泥牆分隔，向入生田方向一邊為2號月台，是窄軌普通列車停靠月台，可對應6輛編成；向塔之澤一方為3號月台，對應標準軌普通列車的停靠月台，有效長度為3輛。4號月台為側式月台，有效長度亦為3輛，現時為臨時月台，只於假日多客時段才會被用作輔助月台，此外，由於4號月台路軌是唯一可以直通入生田站與塔之澤站間，因此當有列車由入生田車庫駛至時，會先駛過4號月台，再經轉轍器轉回至3號月台。
3、4號月台之間以平交道連接起來。月台設施上，3號月台俱備與1、2號月台相同，至於4號月台，因多數作為臨時月台，亦多只供降車之用，因此除了整個月台裝設了上蓋外，便沒有任何添加任何其他的設施。
是箱根町的中心車站，亦是前往箱根温泉一帶觀光地的玄關站。標高原為108米，2013年經再次勘定高度後更改為96米。
現時小田急電鐵的「浪漫特快」列車可直通至此。過往行走小田原線的急行或區間急行列車亦會直通運轉駛至本站，但自2006年3月18日起均被取消，只保留來往小田原站的區間車，但班次上則稍作加密，用車上亦全改由小田急之車輌行駛（外觀上採用和小田急箱根相同的顏色，但卻採用小田急的公司標誌），固定為4節車廂編成，小田急箱根的列車只集中行駛本站至強羅站的登山路段。車站管理權則仍由小田急箱根擁有，但車站配置上，則加設了能對應小田急系統的PASMO車票感應器，亦能發售小田急電鐵內各車站的車票。

### 月台配置
| 月台 | 路線         | 方向 | 目的地           | 備註                                       |
| ---- | ------------ | ---- | ---------------- | ------------------------------------------ |
| 1    | 特急浪漫特快 | 上行 | 小田原、新宿方向 | 部分往千代田線方向                         |
| 2    | 箱根登山電車 | 上行 | 小田原、新宿方向 | 新宿方向需於小田原轉乘                     |
| 3    | 箱根登山電車 | 下行 | 強羅、早雲山方向 | 早雲山方向需於強羅轉乘鋼索線               |
| 4    | 箱根登山電車 | -    | 臨時月台         | 下車專用，清客後列車回廠前往入生田車輛基地 |

## 使用情況
2008年度一日平均乘車人數為4,652人。近年的推移如下表。
| 年度   | 一日平均 乘車人數 |
| ------ | ----------------- |
| 1998年 | 5,899             |
| 1999年 | 5,742             |
| 2000年 | 5,706             |
| 2001年 | 5,726             |
| 2002年 | 5,039             |
| 2003年 | 4,815             |
| 2004年 | 4,613             |
| 2005年 | 4,710             |
| 2006年 | 4,805             |
| 2007年 | 4,846             |
| 2008年 | 4,652             |

## 車站周邊
- 箱根湯本温泉
- 國道1號
- 早川
- 箱根町役場
- 早雲寺
- 箱根町立郷土資料館
- 箱根TOY博物館

### 巴士路線
- 湯本站
  - 箱根登山巴士、伊豆箱根巴士、西武觀光巴士、小田急箱根高速巴士、京急巴士
  - 1號乘車場
    - 【Z】關所跡、箱根町（經由宮之下、小涌園、元箱根） （伊豆箱根）※1日1班經湯之花酒店
    - 【U】箱根園（經由宮之下、小涌園、元箱根） （伊豆箱根） ※1日2班
    - 【J】湖尻･箱根園（經由宮之下、小涌園、早雲山） （伊豆箱根） ※午間經大涌谷
    - PrinceExpress 箱根蘆之湖 大宮營業所（經由品川王子飯店、池袋站、大宮站） （西武觀光）

  - 2號乘車場
    - 【H】箱根町（經由宮之下、小涌園、元箱根港） （箱根登山） ※平日1班經蘆之湯舊道
    - 【R】元箱根港（經由箱根新道、箱根町） （箱根登山） ※限星期六、日3班

  - 3號乘車場
    - 【T】仙石案内所、桃源台、湖尻（經由宮之下、宮城野、仙石） （箱根登山）
    - 【TP】POLA美術館（經由宮之下、宮城野、仙石） （箱根登山）
    - 【L】御殿場Premium Outlet、時之栖 御殿場高原啤酒 （經由宮之下、宮城野、仙石、乙女峠）（箱根登山）

  - 4號乘車場
    - 【K】上畑宿、元箱根港（經由舊街道） （箱根登山）
    - 機場巴士 羽田機場（經由横濱站東口） （小田急箱根高速、京急）

  - 5號乘車場
    - 小田原站東口 （箱根登山、伊豆箱根）

## 歷史
- 1888年10月1日：軌道線（日语：小田原市内線）（即後來的小田原市內線）開通，當時站名為「湯本」，終點站，當時車站位置乃在早川（日语：早川 (神奈川県)）對岸。
- 1913年9月3日：因受大雨損毀，軌道線介乎風祭至湯本需遷移，車站搬至現址。
- 1919年6月1日：鐵道線湯本～強羅開業，鐵道線車站開業，稱為「箱根湯本」，軌道線車站名稱同日起亦跟隨改名。
- 1935年10月1日：鐵道線伸延至小田原站，軌道線早川口～本站廢線，停留所取消。
- 1950年8月1日：小田急車輛開始駛入。
- 1982年7月12日：小田急之大型（20公尺車）6輛編成開始駛入。
- 2005年10月1日：本站開始可發售浪漫特快列車車票。
- 2006年3月18日：本站～小田原站間改以小田急之車輛運行。
- 2008年3月15日：除浪漫特快列車外，一般列車全改以小田原站為止，統一列車長度為4輛。
- 2009年3月14日：橋上站舍啟用[9]。
- 2019年10月12日：因強烈颱風哈吉貝（颱風19號）挾帶的豪雨，造成土石流與山體滑坡，導致本站與強羅站之間路段嚴重受損而停駛[10]。

## 相鄰車站
小田急箱根
 鐵道線（箱根登山電車）
- □特急浪漫特快「箱根」「超級箱根」「地鐵箱根」「Home Way」總站（只運行至入生田方向）

■各站停車（全部列車於此站轉乘）
入生田（OH 50）－箱根湯本（OH 51）－塔之澤（OH 52）

## 外部連結
- 箱根湯本站 （页面存档备份，存于） - 小田急箱根
- 箱根湯本 - 小田急電鐵